# Peștera Gutmanis
Peștera Gutmanis (în letonă Gūtmaņa ala) este cea mai largă și cea mai înaltă peșteră din țările baltice, situată lângă râul Gauja, în zona cunoscută sub numele de vechea vale Gauja din Parcul Național Gauja de lângă Sigulda, Letonia. A început să se formeze în urmă cu peste 10.000 de ani, când apa de topire a erodat rocile de gresie după Epoca glaciară. Este cea mai veche atracție turistică din Letonia.

## Descriere
Peștera Gutmanis este cea mai lată și cea mai înaltă peșteră din Țările Baltice. Are 18,8 metri adâncime, 12 metri lățime și 10 metri înălțime. Peștera s-a format din roca de gresie galben-maronie a malului râului Gauja; formarea sa se datorează unei interacțiuni milenare între râu și un izvor subteran.
Peștera este considerată cea mai veche atracție turistică din Letonia, deoarece vizitatorii, încă din primele zile, au lăsat "decorațiuni" precum nume, inițiale și datele vizitelor lor gravate pe pereții peșterii. În interiorul peșterii se află steme de arme și numele diferiților baroni și proprietari de moșii. Acestea erau realizate la comandă, contra cost, de meșteșugari locali care așteptau vizitatorii bogați în apropierea peșterii, înarmați cu unelte, scări și șabloane. Scrierea pe pereții peșterii nu mai este permisă deoarece situl este un monument arheologic și geologic protejat.
Peștera Gutmanis este un loc de cult străvechi. Până în secolul al XIX-lea, oamenii veneau aici pentru a aduce ofrande zeităților.

## Povestea trandafirului din Turaida

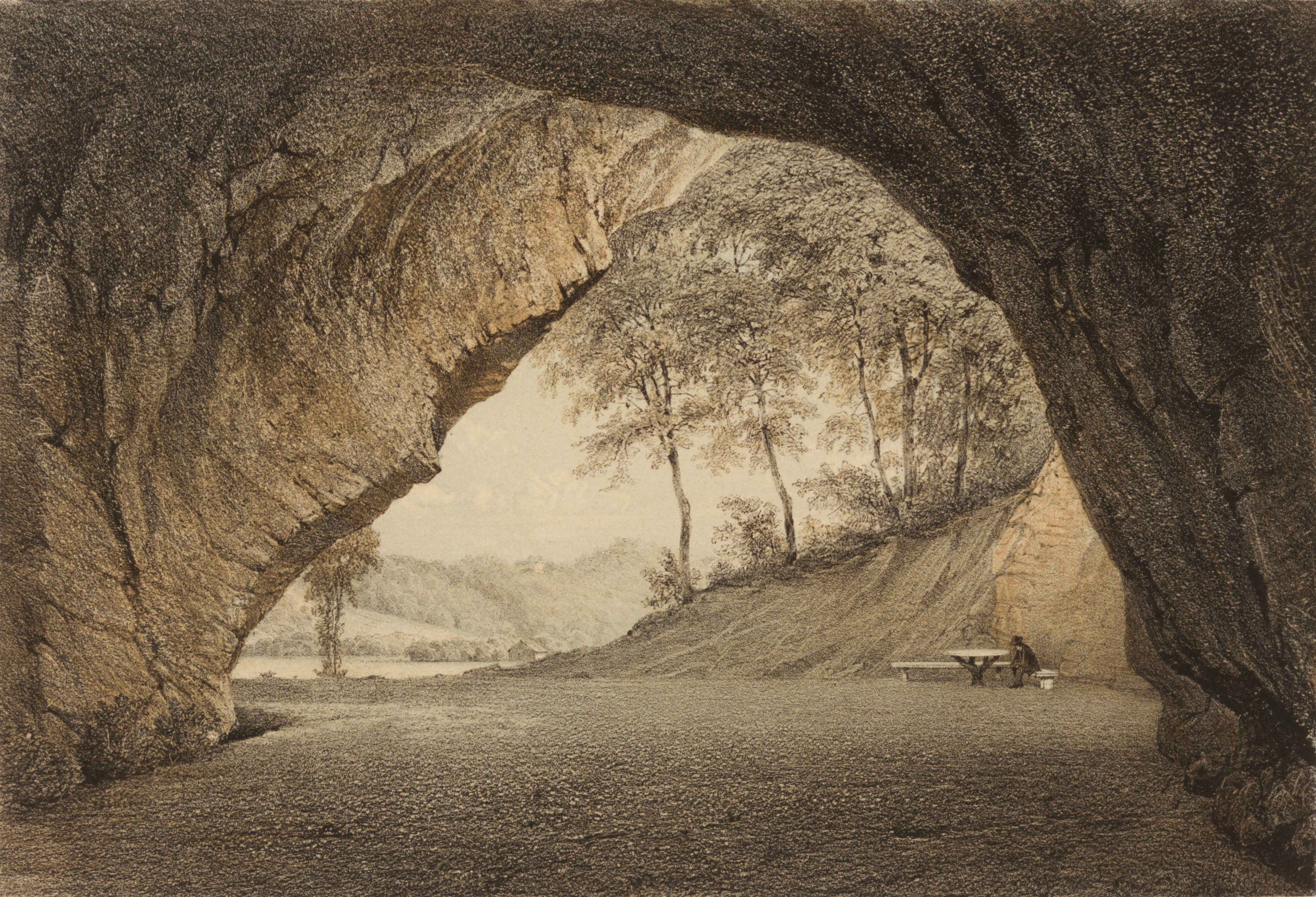
Un desen din 1860 al peșterii Gutmanis, realizat de Louis Höflinger

Legenda spune că în primăvara anului 1601, în timpul războaielor polono-suedeze, armata suedeză a ocupat Castelul Turaida. După bătălie, custodele castelului, pe nume Greif, a găsit o fetiță de doar câteva săptămâni printre cadavre. A luat-o cu el și a crescut-o ca pe fiica sa. S-a întâmplat să fie luna mai, așa că a numit-o Maija. Odată cu trecerea anilor, fetița a devenit o tânără frumoasă și, datorită frumuseții sale, a fost numită Trandafirul din Turaida. Logodnicul ei, Victor Hail, era grădinar la Castelul Sigulda, pe partea opusă a râului Gauja, iar seara se întâlneau la Peștera Gutmanis. 
Un dezertor polonez, Jakubovsky, a poftit-o pe Maija și a vrut ca ea să se căsătorească cu el, dar fata i-a refuzat propunerea. Acest lucru l-a înfuriat pe Jakubovksy și a decis să o ia cu forța. L-a trimis pe colegul său dezertor Skudritis la ea cu un mesaj fals de la Victor, spunându-i să vină la locul obișnuit de întâlnire, dar la o oră diferită. Când fata a ajuns și și-a dat seama că a fost prinsă în capcană, a ales să moară în loc să fie rușinată. La acea vreme, oamenii credeau în puterea magiei. Maija avea în jurul gâtului o eșarfă de mătase roșie, un cadou de la Victor. Ea a oferit această eșarfă, care, spunea ea, avea puteri magice și era imposibil de tăiat, în schimbul eliberării ei. Ea l-a încurajat pe Jacubovski să testeze puterile eșarfei și să își folosească sabia pentru a vedea dacă ea spunea adevărul. Inițial, Jakubovsky a ezitat, dar apoi a tăiat cu toată forța, doar pentru a vedea cum fata se prăbușește. Jakubovky, temându-se de pedeapsa pentru fapta sa, a fugit în pădure și s-a spânzurat. Mai târziu, în acea noapte, Victor și-a găsit iubita ucisă în peșteră și a fugit la Turaida pentru ajutor. În grabă, și-a pierdut toporul la locul faptei și a fost în cele din urmă acuzat de crimă și condamnat la moarte. Cu toate acestea, cursul evenimentelor a fost schimbat de Skudritis, care îl urmărise pe Jakubovsky și văzuse ce s-a întâmplat. Acesta a povestit instanței ce a văzut și Victor a fost achitat. Fata a fost înmormântată în cimitirul de lângă biserica Turaida, unde îi puteți vizita locul de veci. Pentru foarte mult timp, această poveste a fost considerată o legendă tristă, dar la mijlocul secolului al XIX-lea, arhivele tribunalului din Vidzeme au dezvăluit transcrierea cazului de ucidere a Maijiei în Peștera Gutmanis din august 1620. Această legendă străveche a determinat mulți artiști să creeze lucrări care să laude devotamentul Trandafirului din Turaida și puterea iubirii.
Chiar lângă Peștera Gutmanis se află Peștera lui Victor, mai mică. Povestea spune că Victor Hail a săpat această peșteră pentru logodnica sa, Trandafirul din Turaida, pentru ca aceasta să-l poată urmări la lucru în grădinile Castelului Sigulda.
Povestea dintre Maija și Victor este similară cu cea a lui Romeo și Julieta, iar din acest motiv Sigulda este uneori cunoscută drept „Orașul iubirii”.